# Скотт (округ Лінкольн, Вісконсин)
Скотт (англ. Scott) — місто (англ. town) в США, в окрузі Лінкольн штату Вісконсин. Населення — 1377 осіб (2020).

## Демографія
Згідно з переписом 2010 року, у місті мешкали 1432 особи в 537 домогосподарствах у складі 434 родин. Було 572 помешкання
Расовий склад населення:
| - 98,7 % — білих - 0,3 % — корінних американців - 0,3 % — чорних або афроамериканців - 0,1 % — вихідців з тихоокеанських островів |

До двох чи більше рас належало 0,3 %. Частка іспаномовних становила 0,1 % від усіх жителів.
За віковим діапазоном населення розподілялося таким чином: 23,3 % — особи молодші 18 років, 64,7 % — особи у віці 18—64 років, 12,0 % — особи у віці 65 років та старші. Медіана віку мешканця становила 42,6 року. На 100 осіб жіночої статі у місті припадало 104,9 чоловіків;  на 100 жінок у віці від 18 років та старших — 102,6 чоловіків також старших 18 років.
Середній дохід на одне домашнє господарство  становив 88 773 долари США (медіана — 72 813), а середній дохід на одну сім'ю — 97 970 доларів (медіана — 77 721). Медіана доходів становила 52 604 долари для чоловіків та 38 661 долар для жінок. За межею бідності перебувало 6,3 % осіб, у тому числі 11,4 % дітей у віці до 18 років та 10,7 % осіб у віці 65 років та старших.
Цивільне працевлаштоване населення становило 823 особи. Основні галузі зайнятості: виробництво — 23,7 %, освіта, охорона здоров'я та соціальна допомога — 20,0 %, роздрібна торгівля — 14,9 %, фінанси, страхування та нерухомість — 11,1 %.